# Marie-Élisabeth Blavot-Cavé
Madame Cavé, nascida Marie-Élisabeth Blavot em Paris em 1806 e falecida em Neuilly-sur-Seine em 15 de outubro de 1883, foi uma pintora e professora de desenho francesa.